# Unione Sportiva Foggia 1972-1973
Questa voce raccoglie i dati riguardanti l'Unione Sportiva Foggia nelle competizioni ufficiali della stagione 1972-1973.

## Stagione
Nella stagione 1972-1973 il Foggia disputa il campionato di Serie B, raccoglie 49 punti e si piazza in seconda posizione, sale in Serie A con il Genoa che ha vinto il campionato con 53 punti ed il Cesena anch'esso al secondo posto con 49 punti. Retrocedono in Serie C il Mantova ed il Monza con 31 punti, ed il Lecco con 25 punti.
A due anni di distanza il Foggia ritrova la Serie A al termine di un campionato molto combattuto. Allenati da Lauro Toneatto i satanelli nel girone di andata hanno ottenuto 22 punti, chiudendolo in settima posizione a 5 lunghezze dalle battistrada Genoa e Cesena, poi nel girone di ritorno hanno fatto meglio di tutti, ingranando la marcia giusta e raccogliendo 27 punti, quanti la neo promossa Ascoli che però è rimasta quarta ad un solo punto dalle seconde, il Foggia ha raggiunto la matematica certezza della promozione il 10 giugno grazie la vittoria allo Zaccheria per (1-0) sul Como nella penultima giornata del torneo. Miglior marcatore stagionale rossonero è stato Giorgio Braglia con dieci centri. In Coppa Italia il Foggia prima del campionato ha disputato il primo girone di qualificazione vinto dalla Juventus.

## Rosa
| N. |                   | Ruolo | Calciatore         |
| -- | ----------------- | ----- | ------------------ |
|    | Italia (bandiera) | P     | Gastone Giacinti   |
|    | Italia (bandiera) | P     | Raffaele Trentini  |
|    | Italia (bandiera) | D     | Novilio Bruschini  |
|    | Italia (bandiera) | D     | Rodolfo Cimenti    |
|    | Italia (bandiera) | D     | Mauro Colla        |
|    | Italia (bandiera) | D     | Giovanni Fagan     |
|    | Italia (bandiera) | D     | Gianni Marella     |
|    | Italia (bandiera) | D     | Giovanni Pirazzini |
|    | Italia (bandiera) | D     | Pellegrino Valente |
|    | Italia (bandiera) | C     | Luigi Delneri      |

| N. |                      | Ruolo | Calciatore          |
| -- | -------------------- | ----- | ------------------- |
|    | Italia (bandiera)    | C     | Paolo Garzelli      |
|    | Argentina (bandiera) | C     | Juan Carlos Morrone |
|    | Italia (bandiera)    | C     | Antonio Stanchi     |
|    | Italia (bandiera)    | C     | Giuseppe Trinchero  |
|    | Italia (bandiera)    | C     | Carlo Verde         |
|    | Italia (bandiera)    | C     | Luigi Villa         |
|    | Italia (bandiera)    | A     | Giorgio Braglia     |
|    | Italia (bandiera)    | A     | Giuseppe Pavone     |
|    | Italia (bandiera)    | A     | Giorgio Rognoni     |
|    | Italia (bandiera)    | A     | Bruno Zanolla       |

## Risultati

### Serie B

#### Girone di andata
| Arbitro: | Levrero (Genova) |

|  |           |               |
|  | Marcatori | 86’ Trinchero |

| Arbitro: | Carminati (Milano) |

|            |           |  |
| Pavone 63’ | Marcatori |  |

| Taranto 1º ottobre 1972 3ª giornata | Taranto          | 0 – 0 | Foggia | Stadio Salinella\| Arbitro: \| Torelli (Milano) \| |
| Arbitro:                            | Torelli (Milano) |       |        |                                                    |

| Arbitro: | Branzoni (Pavia) |

|             |           |                        |
| Rognoni 36’ | Marcatori | 48’ Simoni 72’ Corradi |

| Arbitro: | Barbaresco (Cormons) |

|           |           |                  |
| Marino 3’ | Marcatori | 37’ (aut.) Cagni |

| Arbitro: | Trinchieri (Reggio Emilia) |

|              |           |  |
| L. Villa 32’ | Marcatori |  |

| Arbitro: | Panzino (Catanzaro) |

|               |           |                   |
| Bolognesi 30’ | Marcatori | 35’ (aut.) Tonani |

| Arbitro: | Carminati (Milano) |

|             |           |  |
| Braglia 23’ | Marcatori |  |

| Arbitro: | Francescon (Padova) |

|                                              |           |  |
| Carnevali 55’ (rig.) A. Scala 66’ Braida 71’ | Marcatori |  |

| Arbitro: | Agnolin (Bassano del Grappa) |

|             |           |  |
| Rognoni 73’ | Marcatori |  |

| Arbitro: | Casarin (Milano) |

|                          |           |  |
| C. Petrini 37’ Rizzo 63’ | Marcatori |  |

| Foggia 3 dicembre 1972 12ª giornata | Foggia          | 0 – 0 | Brindisi | Stadio Pino Zaccheria\| Arbitro: \| Menegali (Roma) \| |
| Arbitro:                            | Menegali (Roma) |       |          |                                                        |

| Arbitro: | Stagnoli (Bologna) |

|           |           |  |
| Urban 34’ | Marcatori |  |

| Foggia 17 dicembre 1972 14ª giornata | Foggia      | 0 – 0 | Bari | Stadio Pino Zaccheria\| Arbitro: \| Calì (Roma) \| |
| Arbitro:                             | Calì (Roma) |       |      |                                                    |

| Arbitro: | Turiano (Reggio Calabria) |

|                     |           |             |
| Vignando 84’ (rig.) | Marcatori | 20’ Rognoni |

| Arbitro: | Motta (Monza) |

|  |           |             |
|  | Marcatori | 35’ Braglia |

| Arbitro: | Panzino (Catanzaro) |

|                              |           |          |
| Delneri 27’ Braglia 71’, 78’ | Marcatori | 11’ Enzo |

| Arbitro: | Trinchieri (Reggio Emilia) |

|                                |           |           |
| C. Cattaneo 63’ Bellinazzi 72’ | Marcatori | 81’ Colla |

| Arbitro: | Pieroni (Roma) |

|             |           |  |
| Delneri 48’ | Marcatori |  |

#### Girone di ritorno
| Arbitro: | Moretto (San Donà di Piave) |

|                        |           |  |
| Morrone 70’ Pavone 76’ | Marcatori |  |

| Arbitro: | Lazzaroni (Milano) |

|             |           |                           |
| Filippi 89’ | Marcatori | 47’ Braglia 71’ Trinchero |

| Arbitro: | Mascali (Desenzano del Garda) |

|             |           |             |
| Braglia 63’ | Marcatori | 87’ Panozzo |

| Arbitro: | Toselli (Cormons) |

|                                |           |             |
| A. Bordon 32’, 57’ Corradi 70’ | Marcatori | 40’ Rognoni |

| Arbitro: | Chiapponi (Livorno) |

|                        |           |  |
| Braglia 72 Morrone 86’ | Marcatori |  |

| Arbitro: | Motta (Monza) |

|  |           |                          |
|  | Marcatori | 12’ Delneri 70’ L. Villa |

| Arbitro: | Reggiani (Bologna) |

|                                   |           |  |
| Barlassina 67’ (aut.) Delneri 78’ | Marcatori |  |

| Catania 1º aprile 1973 27ª giornata | Catania          | 0 – 0 | Foggia | Stadio Cibali\| Arbitro: \| Ciacci (Firenze) \| |
| Arbitro:                            | Ciacci (Firenze) |       |        |                                                 |

| Foggia 8 aprile 1973 28ª giornata | Foggia              | 0 – 0 | Cesena | Stadio Pino Zaccheria\| Arbitro: \| Lo Bello (Siracusa) \| |
| Arbitro:                          | Lo Bello (Siracusa) |       |        |                                                            |

| Arbitro: | Pieroni (Roma) |

|  |           |                  |
|  | Marcatori | 20’, 46’ Zanolla |

| Arbitro: | Giunti (Arezzo) |

|             |           |  |
| Zanolla 60’ | Marcatori |  |

| Brindisi 29 aprile 1973 31ª giornata | Brindisi         | 0 – 0 | Foggia | Stadio Comunale\| Arbitro: \| Bernardis (Roma) \| |
| Arbitro:                             | Bernardis (Roma) |       |        |                                                   |

| Arbitro: | Michelotti (Parma) |

|             |           |  |
| Morrone 10’ | Marcatori |  |

| Arbitro: | Toselli (Cormons) |

|  |           |             |
|  | Marcatori | 25’ Braglia |

| Arbitro: | Gussoni (Tradate) |

|                                             |           |              |
| Benincasa 5’ (aut.) Morrone 52’ Braglia 68’ | Marcatori | 81’ Spagnolo |

| Arbitro: | Trono (Torino) |

|  |           |                      |
|  | Marcatori | 54’ Roncaia 76’ Iori |

| Arbitro: | Casarin (Milano) |

|                  |           |             |
| R. Marchetti 50’ | Marcatori | 24’ Delneri |

| Arbitro: | Panzino (Catanzaro) |

|                    |           |  |
| Braglia 47’ (rig.) | Marcatori |  |

| Arbitro: | Andreoli (Padova) |

|                     |           |  |
| E. Calloni 29’, 86’ | Marcatori |  |

### Coppa Italia

#### Primo turno
| Arbitro: | Lazzaroni (Milano) |

|                                          |           |  |
| Furino 41’ Capello 66’ Causio 69’ (rig.) | Marcatori |  |

| Arbitro: | Bianchi (Firenze) |

|             |           |           |
| Zanolla 60’ | Marcatori | 82’ Luppi |

| Arbitro: | Reggiani (Bologna) |

|                    |           |  |
| Enzo 52’ Baisi 88’ | Marcatori |  |

| Arbitro: | Menegali (Roma) |

|             |           |                |
| Zanolla 33’ | Marcatori | 23’ Mascheroni |

## Statistiche

### Statistiche di squadra
| Competizione | Punti | In casa | In casa | In casa | In casa | In casa | In casa | In trasferta | In trasferta | In trasferta | In trasferta | In trasferta | In trasferta | Totale | Totale | Totale | Totale | Totale | Totale | DR  |
| Competizione | Punti | G       | V       | N       | P       | Gf      | Gs      | G            | V            | N            | P            | Gf           | Gs           | G      | V      | N      | P      | Gf     | Gs     | DR  |
| ------------ | ----- | ------- | ------- | ------- | ------- | ------- | ------- | ------------ | ------------ | ------------ | ------------ | ------------ | ------------ | ------ | ------ | ------ | ------ | ------ | ------ | --- |
| Serie B      | 49    | 19      | 13      | 4       | 2       | 22      | 7       | 19           | 6            | 7            | 6            | 15           | 18           | 38     | 19     | 11     | 8      | 37     | 25     | +12 |
| Coppa Italia | 2     | 2       | 0       | 2       | 0       | 2       | 2       | 2            | 0            | 0            | 2            | 0            | 5            | 4      | 0      | 2      | 2      | 2      | 7      | -5  |
| Totale       |       | 21      | 13      | 6       | 2       | 24      | 9       | 21           | 6            | 7            | 8            | 15           | 23           | 42     | 19     | 13     | 10     | 39     | 32     | +7  |

### Statistiche dei giocatori
| Giocatore    | Serie B  | Serie B | Coppa Italia | Coppa Italia | Totale   | Totale |
| Giocatore    | Presenze | Reti    | Presenze     | Reti         | Presenze | Reti   |
| ------------ | -------- | ------- | ------------ | ------------ | -------- | ------ |
| G. Braglia   | 31       | 10      | 3            | 0            | 34       | 10     |
| N. Bruschini | 37       | 0       | 4            | 0            | 41       | 0      |
| R. Cimenti   | 23       | 0       | 3            | 0            | 26       | 0      |
| M. Colla     | 37       | 1       | 4            | 0            | 41       | 1      |
| L. Delneri   | 29       | 5       | -            | -            | 29       | 5      |
| G. Fagan     | -        | -       | 2            | 0            | 2        | 0      |
| P. Garzelli  | 3        | 0       | 4            | 0            | 7        | 0      |
| G. Giacinti  | 3        | -3      | -            | -            | 3        | -3     |
| G. Marella   | 10       | 0       | 2            | 0            | 12       | 0      |
| G. Morrone   | 23       | 4       | 1            | 0            | 24       | 4      |
| G. Pavone    | 38       | 2       | 3            | 0            | 41       | 2      |
| G. Pirazzini | 35       | 0       | 4            | 0            | 39       | 0      |
| G. Rognoni   | 34       | 4       | 3            | 0            | 37       | 4      |
| R. Trentini  | 36       | -22     | 4            | -7           | 40       | -29    |
| G. Trinchero | 30       | 2       | 4            | 0            | 34       | 2      |
| P. Valente   | 27       | 0       | 1            | 0            | 28       | 0      |
| L. Villa     | 35       | 2       | 2            | 0            | 37       | 2      |
| B. Zanolla   | 17       | 3       | 4            | 2            | 21       | 5      |